# Kubrat (huyện)
Kubrat là một huyện thuộc tỉnh Razgrad, Bungaria. Dân số thời điểm năm 2001 là 24124 người.